# Поповка (Задонский район)
Попо́вка — деревня в Задонском районе Липецкой области России. Входит в состав Камышевского сельсовета.

## География
Деревня расположена в южной части Липецкой области, в восточной части Задонского района, в пределах Среднерусской возвышенности.
Имеет одну улицу: Поповская.

## Население
| 2010 |
| ---- |
| 11   |

## Инфраструктура
ФАП Репецкий.

## Транспорт
Деревня доступна автотранспортом по автодороге 42К-233.